# Kissomlyó
Kissomlyó là một thị trấn thuộc hạt Vas, Hungary. Thị trấn này có diện tích 8,58 km², dân số năm 2010 là 235 người, mật độ 27 người/km².